# Sirdar (Bergsteigen)
Als Sirdar wird beim Bergsteigen oder Trekking der einheimische Trägerführer bezeichnet, der zwischen den Bergsteigern und den Trägern sowie Einheimischen vermittelt. Diese Bezeichnung ist vor allem für Sherpas im Himalaya gebräuchlich, zudem auch für die Hunzukuc im Karakorum.
Der Sirdar ist für die Träger, Küchenhelfer und Köche einer Expedition verantwortlich und regelt den Lastentransport, die Bezahlung sowie auch die Zusammenarbeit mit Behörden vor Ort. Er spricht meist fließend Englisch und ist typischerweise der erfahrenste der Gruppe. Der Sirdar ist dabei aber kein Bergführer im eigentlichen Sinne. Zu den Aufgaben der Sirdars zählt die Überwachung des Vorankommens beim Anmarsch zum Basislager sowie bei größeren Expeditionen auch die Überwachung des Lastentransports in die Hochlager. Der Sirdar selbst trägt aber im Normalfall nur seine eigenen Ausrüstungsgegenstände.
Die Etymologie des Wortes ist eng verwandt mit dem Sardar.